# Чемпіонат Української РСР з хокею 1948

## Історія
Змагання, що відбулися наприкінці 1948 року в Києві, мали назву Приз відкриття сезону і були першими повоєнними змаганнями з хокею із шайбою в Українській РСР. З огляду на це, а також на відсутність в назві турніру будь-яких згадок щодо регіонального статусу розіграшу, цілком справедливо вважати його першою повоєнною хокейною першістю республіки.
Розіграш проводився за кубковою системою. У фінальному матчі перемогу святкували хокеїсти київського СКА(«Будинку Офіцерів»).

## Розіграш першості

### Фінал
| Дата    | Місце | Господарі     |   | Гості                        | Рахунок             |
| 12.1948 | Київ  | «Динамо» Київ | – | СКА(«Будинок Офіцерів») Київ | 2:3 (?:?, ?:?, ?:?) |

## Підсумкова класифікація
| Місце | Команда                      |
| ----- | ---------------------------- |
| 1     | «Будинок Офіцерів»(СКА) Київ |
| 2     | «Динамо» Київ                |
| ?     | ?                            |